# Suzuki Bunji

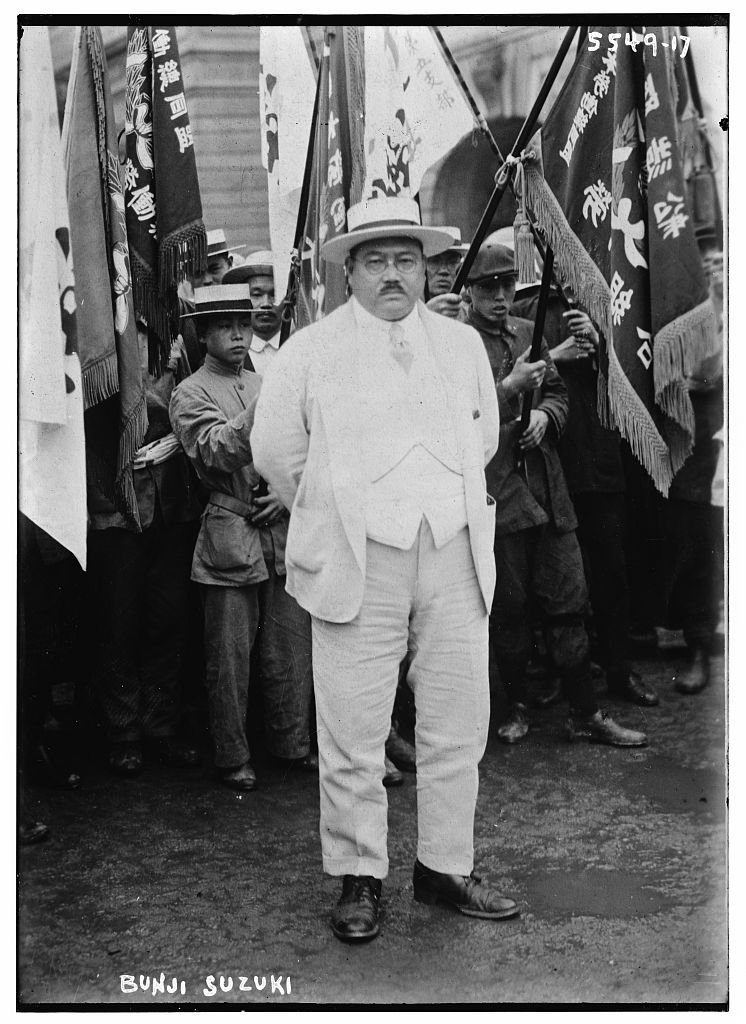
Suzuki Bunji

Suzuki Bunji (japanisch 鈴木 文治; geb. 4. September 1885 in der Präfektur Miyagi; gest. 12. März 1946) war ein japanischer Arbeiterführer und Politiker während  der Taishō- und Shōwa-Zeit.

## Leben und Werk
Während Suzuki Bunji an der Universität Tokio studierte, wurde er Christ und begann unter dem Einfluss von Yoshino Sakuzō und Abe Isoo, sich für soziale Probleme zu interessieren. Er arbeitete als Journalist und war auch in der Kirche tätig. 1912 gründete er die „Yūaikai“, eine Vereinigung zur Förderung der Wohlfahrt der Arbeiter, die sich allmählich zur ersten umfassenden Arbeiter-Organisation in Japan entwickelte. Nach einem Besuch in den USA im Jahr 1916 setzte er sich in Anlehnung an die „American Federation of Labor“ für organisatorische Verbesserungen ein. Um 1919 hatte die Yūaikai dann 30.000 Mitglieder.
Suzuki versuchte auf einer christlich-basierten Weltanschauung, einen Ausgleich zwischen den Vorstellungen der Unternehmer und denen der Arbeiter herbeizuführen und war gegen Kommunismus eingestellt. Er blieb Vorsitzender der Yūaikai und war auch bis 1930 Vorsitzender der nachfolgenden Organisation „Nihon Rōdō Sōdōmei“ (日本労働総同盟). Er wurde viermal als Vertreter Japans in die International Labor Organisation ILO gewählt und wirkte als stellvertretender Vorsitzender auf der 14. Generalversammlung 1930. 
In den Wahlen zum japanischen Reichstag 1928, dem ersten mit Beteiligung der Frauen, wurde Suzuki für die „Shakai Minshūtō“ (社会民衆党) ins Unterhaus gewählt, 1936 und 1937 für die „Shakai Taishūtō“ (社会大衆党). – Nach Ende des Pazifikkriegs kandidierte er für die „Nihon Shakaitō“ (日本社会党), starb aber während des Wahlkampfes.
Zu Suzukis Schriften gehört „Probleme der Arbeit in Japan“ (日本の労働問題, Nihon no rōdō mondai) aus dem Jahr 1919.